# Realize (bài hát)
"Realize" là bài hát của nữ ca sĩ kiêm sáng tác người Mỹ Colbie Caillat, trích từ album phòng thu đầu tay Coco (2007). Bài hát này là sản phẩm tiếp nối đĩa đơn đầu tay thành công trước đó của cô, "Bubbly" và được phát hành chính thức vào tháng 1 năm 2008 dưới dạng đĩa đơn thứ hai từ album, đạt vị trí thứ 20 trên bảng xếp hạng Billboard Hot 100, trở thành bài hát ăn khách đạt đến top 20 tại Hoa Kỳ thứ hai của cô.
Bài hát này có cấu trúc âm nhạc giống như "Bubbly", tiếp tục là một bài hát acoustic folk-pop, nơi Caillat hát về tình cảm của cô dành cho một người bạn thân thiết. Caillat và ban nhạc nền của cô trình diễn "Realize" như một màn trình diễn nhạc kịch kết thúc vào ngày 23 tháng 5 năm 2008 và được phát sóng trên chương trình The Tonight Show with Jay Leno.

## Video ca nhạc
Video ca nhạc được phát hành cuối tháng 1 năm 2008. Video bắt đầu với cảnh Caillat xuất hiện trong một căn nhà trong rừng, trong khi cô ghi chép vào một mảnh giấy. Cô sau đó mang theo mảnh giấy và rời khỏi căn nhà và bắt đầu lái xe băng qua cánh rừng, trong khi một người bạn của cô đang xuất hiện trong một căn hộ ở thành phố, cũng đang ghi chép một thứ gì đó. Anh cũng rời căn hộ của mình cùng mảnh giấy đó và bắt đầu lái xe rời khỏi thành phố và đến cánh rừng.
Trong lúc đó, Caillat đến thành phố và đặt chân tới trước cửa căn hộ của bạn cô tại Fiat Spyder 174 và bạn cô cũng đến căn nhà gỗ của Caillat trong rừng bằng chiếc xe Ford Explorer. Cả hai sau đó nhận ra không có ai ở nhà, rồi đư mẩu giấy của mình bên dưới cửa của nhau. Thay vì rời đi, anh bạn của Caillat quyết định ngồi lại và chờ cô và Caillat được nhìn thấy đang lái xe khi cả hai đang cười cùng nhau. Cảnh tiếp theo cũng cho thấy Colbie đang hát bài hát trong rừng, cùng cây guitar của cô trong ánh nắng giữa cánh rừng.
Video cho "Realize" được ghi hình tại Toronto, Ontario vàaliburton, Ontario Canada. Phần lớn các cảnh quay lái xe của Colbie đều được quay tại Đại lộ 121 và Đại lộ 118, hai trục đường chính của khu vực Haliburton. Video được đạo diễn bởi Phillip Andleman.
Trong lúc đang đi lưu diễn cùng John Mayer, cô thổ lộ câu chuyện đằng sau bài hát này. Caillat, Jason Reeves và anh bạn cùng phòng là 3 người bạn thân thiết cùng nhau. Colbie không để ý rằng anh bạn chung phòng của Jason có cảm tình cùng cô, cho đến khi cô biết được, cô quyết định sáng tác bài hát này.

## Xếp hạng
| Bảng xếp hạng (2008)            | Thứ hạng cao nhất |
| ------------------------------- | ----------------- |
| Canada (Canadian Hot 100)       | 37                |
| Netherlands (Dutch Top 40)      | 19                |
| US Billboard Hot 100            | 20                |
| US Billboard Pop Songs          | 10                |
| US Billboard Adult Pop Songs    | 6                 |
| US Billboard Adult Contemporary | 8                 |